# Synchaeta grandis
Synchaeta grandis is een raderdiertjessoort uit de familie Synchaetidae. De wetenschappelijke naam van deze soort is voor het eerst geldig gepubliceerd in 1893 door Zacharias.